# Ulica Płaszowska w Krakowie
Ulica Płaszowska – ulica w Krakowie, w dzielnicy XIII Podgórze, w Podgórzu.
Łączy ulicę Nowohucką i ul. płk. Ryszarda Kuklińskiego z ulicą Saską. Jest jednojezdniowa.

## Historia
Ulica w obecnym kształcie została wytyczona w XIX wieku jako droga prowadząca z Podgórza w kierunku Płaszowa. W 1850 roku została przebudowana jako droga wojskowa. W 1921 roku Rada Miasta Krakowa nadała ulicy obecną nazwę.
W latach pięćdziesiątych XX wieku zaczęła pełnić funkcję arterii przelotowej w kierunku Nowej Huty. W 1980 roku część ulicy przemianowano i dołączono do ul. Powstańców Wielkopolskich.

## Zabudowa
- ul. Płaszowska 35 – dom, lata 20., 30. XX wieku.
- ul. Płaszowska 41 – dom, lata 20., 30. XX wieku.
- ul. Płaszowska 43 – dom, lata 20., 30. XX wieku.
- ul. Płaszowska 45 – dom, lata 20., 30. XX wieku.
- ul. Płaszowska 47 – dom.
- ul. Płaszowska 49 – dom, lata 20., 30. XX wieku.
- ul. Płaszowska 51 – kamienica, lata 20., 30. XX wieku.
- Opracowano na podstawie źródła: Gminnej ewidencji zabytków – Kraków[2].